# Левоча
Левоча (словац. Levoča) — місто в Словаччині, Левоцькому окрузі Пряшівського краю. Розташоване в східній частині Словаччини, на південних схилах Левоцьких гір, на лівому березі Левоцького потоку, на автошляху Пряшів — Попрад — Жиліна. У 2009 році історичний центр міста разом зі Спиським градом та асоційованими об'єктами було занесено до списку світової спадщини ЮНЕСКО.

## Історія

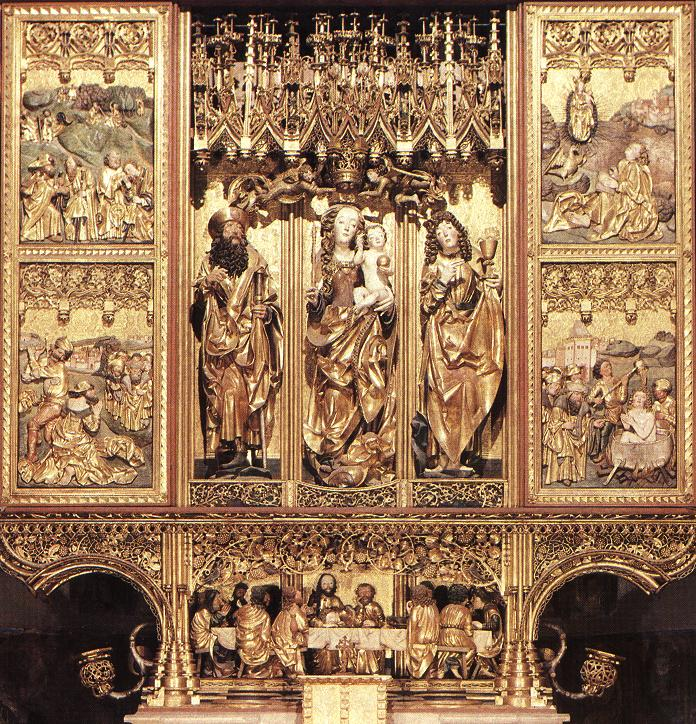
Головний вівтар у соборі св. Якуба

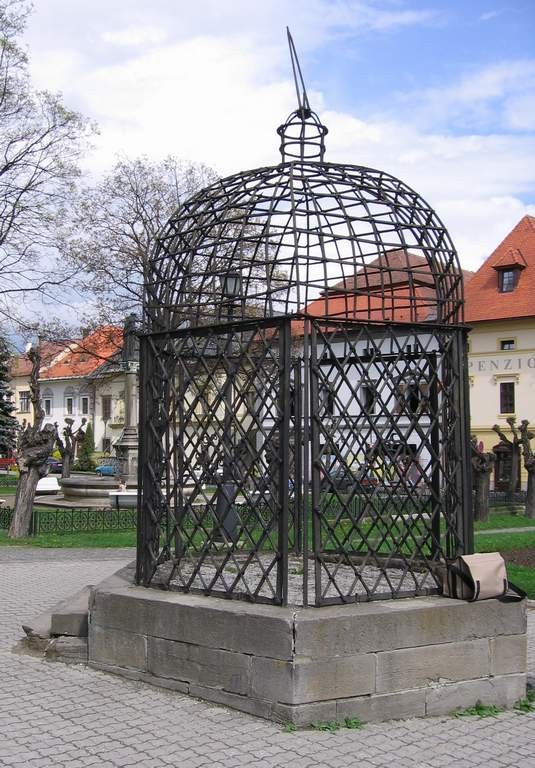
«Клітка ганьби»

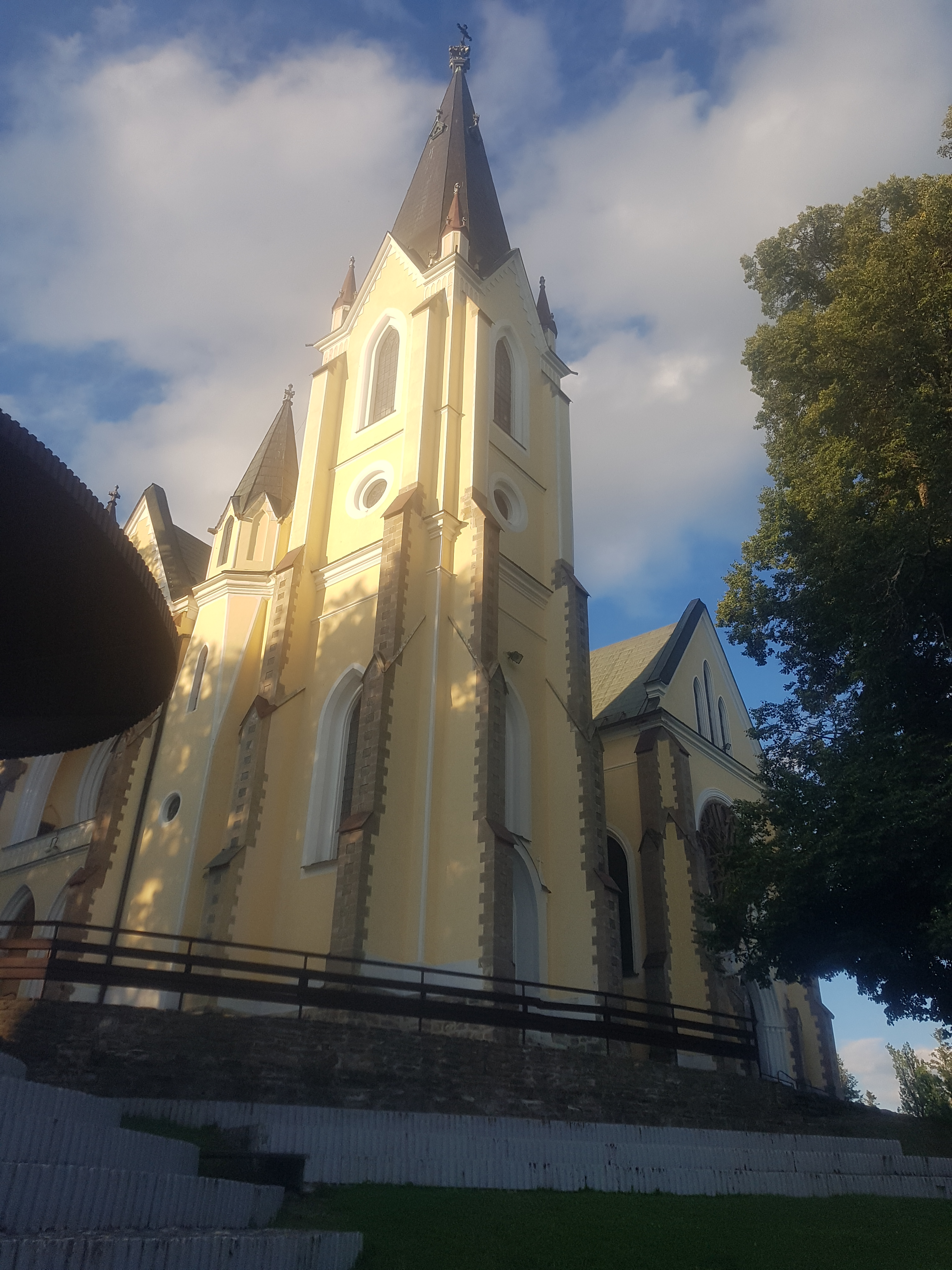
Базиліка на Маріянській горі

Уперше згадується у 1249 році.

## Освіта
У місті працює 6 дитячих садків, 6 початкових шкіл, 6 середніх шкіл, у тому числі 2 гімназії.

## Пам'ятки культури
Історичний центр міста завдяки залишкам фортеці та багатьом збереженим культурним пам'яткам має середньовічний характер. Найвизначнішою пам'яткою міста є Собор св. Якуба з кінця XIV століття з 11 готичними та ренесансними вівтарями, у тому числі головним вівтарем святого Якова з 1507—1518 рр. — найвищий готичний дерев'яний вівтар (висота 18,62 м) — твір майстра Павла з Левочі. Інші пам'ятки:
- Площа майстра Павла з більш ніж 60 будинками з XIV—XV ст. (у тому числі Будинок майстра Павла, Будинок Турзо, Будинок Маріаші).
- Левочська ратуша з XV століття, частина якої служить як експозиція Списького музею,
- «Клітка ганьби» з XVI століття на карання деліктів,
- «Великий жупний дім» з 1806—1826 рр.,
- міський театр з половини XIX століття,
- міська фортеця (збереглися 4/5 з 2,5 км),
- залишки старої фортеці на місці над Мар'янською горою — т. зв. «Бург» або «Град».

### Храми
- Гімназіяльний — «чорний» костел з першої половини XIV століття, т. зв. «старий костел міноритів», перебудований у 1671 році,
- Собор св. Якуба з кінця XIV століття,
- Протестантська кірха з 1825—1837 рр.,
- Костел св. Духа в стилі бароко з 1748—1755 рр. з монастирем міноритів, збудований після пожежі на місці найстарішого костелу в місті,
- Базиліка Діви Марії на Мар'янській горі, де відбуваються відомі прощі, у 1995 році тут побував Папа Римський (зафіксовано приблизно 650 000 прочан).

### Події
У місті щорічно відбуваються
- «Дні майстра Павла» — культурно-фольклорні свята у липні-серпні
- «Левоцька проща» на Мар'янській горі — у червні — липні.

## Населення
| Рік:            | 1993   | 2003    | 2013    | 2023    |
| --------------- | ------ | ------- | ------- | ------- |
| Кількість осіб: | 13 282 | 14 511  | 14 827  | 13 944  |
| Різниця:        |        | +9,25 % | +2,17 % | -5,95 % |

| Рік:            | 2022   | 2023    |
| --------------- | ------ | ------- |
| Кількість осіб: | 14 015 | 13 944  |
| Різниця:        |        | -0,50 % |

У місті проживає 14 830 осіб (за даними останнього перепису населення 2011 року).
Національний склад населення (за даними перепису населення — 2001 року):
- словаки — 87,07 %
- цигани (роми) — 11,20 %
- чехи — 0,33 %
- русини — 0,31 %
- угорці — 0,10 %
- українці — 0,07 %
- німці — 0,06 %
- поляки — 0,04 %

Склад населення за належністю до релігії станом на 2001 рік:
- римо-католики — 79,54 %,
- греко-католики — 3,87 %,
- протестанти (євангелики) — 1,61 %,
- православні — 0,63 %,
- не вважають себе вірянами або не належать до жодної вищезгаданої конфесії — 13,58 %

### Видатні постаті
- Майстер Павол з Левочі (*c. 1465/1470—1480 — 1537—1542) — скульптор, різьбяр, автор найвищого вівтаря у світі. Після 1500 року осів у Левочі і заснував тут майстерню, його твори знаходяться не лише на Спиші, але і в історичному Шариші, Ліптові та Гемері
- Даніель Горчічка (1640—1648) — словацько-чеський письменник, поет, драматург.
- У місті побували або вчилися у Левоцькому ліцеї словацькі народні будителі та письменники Ян Ботто, Янко Краль, Людовіт Кубані, Вавро Шробар та інші
- Янош Ромбауер, (Йоганн Ромбауер) (1782—1849) — словацький художник, котрий тривалий час працював і мешкав у Російській імперії.

## Міста-побратими
- Літомишль, Чехія
- Старий Сонч, Польща
- Кальварія-Зебжидовська, Польща
- Ланьцут, Польща
- Кестхей, Угорщина